# Villiers-sous-Praslin
Villiers-sous-Praslin är en kommun i departementet Aube i regionen Grand Est (tidigare regionen Champagne-Ardenne) i nordöstra Frankrike. Kommunen ligger  i kantonen Bar-sur-Seine som ligger i arrondissementet Troyes. År 2022 hade Villiers-sous-Praslin 68 invånare.

## Befolkningsutveckling
Antalet invånare i kommunen Villiers-sous-Praslin
Referens: INSEE